# Université du Suffolk
Pour les articles homonymes, voir Suffolk (homonymie).
Ne doit pas être confondu avec Université Suffolk.
L'université du Suffolk (en anglais : University of Suffolk) est une université publique située dans le comté du Suffolk, en Angleterre. L'institution est créée en 2007 sous le nom de University Campus Suffolk (UCS). Le nom actuel est adopté en 2016, année d'obtention du statut d'université.
L'université dispose de cinq sites : un campus à Ipswich et des sites secondaires également à Ipswich, Lowestoft, Bury St Edmunds et Great Yarmouth, cette dernière se trouvant dans le Norfolk. Lors du cycle scolaire 2016-2017, elle accueille 5 080 étudiants.